# Mé jméno je Nikdo
Mé jméno je Nikdo (v originále Il Mio nome è Nessuno) je spaghetti-western z roku 1973 napsaný a produkovaný Sergiem Leonem a režírovaný Toninem Valerim. V hlavní roli hrál Terence Hill spolu s americkým hercem Henrym Fondou. Vzniká tak zvláštní směsice dvou poměrně odlišných westernů, na jedné straně komediální „Nikdo“ (Terence Hill ve stejném stylu jako ve filmech Pravá a levá ruka ďábla nebo Podivné dědictví) a na druhé straně ostřílený pistolník Jack Beauregard (Henry Fonda, viz např. Tenkrát na Západě). Film byl vytvořen v italsko-francouzsko-západoněmecké koprodukci.